# لبه (دهانه)

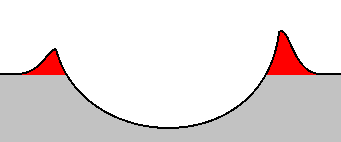
نمای کناری از یک دهانه با لبهٔ برآمده که با رنگ قرمز مشخص شده است.

A side view of a crater, with a raised rim, highlighted in red.
لبه (انگلیسی: Rim) یا تیغهٔ دهانه برخوردی بخشی از دهانه است که معمولاً با الگویی دایره‌وار یا بیضی‌وار از سطح زمینِ پیرامونِ دهانه برآمده است. به زبانی دقیق‌تر می‌توان گفت که لبهٔ دهانه تیغهٔ دایره‌وار یا بیضی‌واری است که نمایان‌گر بلندترین نوکِ پارهٔ برآمده است. اگر دهانه هیچ پارهٔ برآمده‌ای نداشته باشد، آن‌گاه لبه به تیغهٔ درونی منحنی در جایی که سطح تخت (زمین) و منحنی چالهٔ دهانه به هم می‌رسند، گفته می‌شود.